# Lunar Rocket
Лунная ракета (англ. Lunar Rocket, также известна как BIS Moon Rocket, BIS Lunar Lander) — первый в мире детально проработанный и потенциально реализуемый проект космического корабля, разработанный Британским Межпланетным Обществом в 1937—1939 году. Первая в мире ракета-носитель, доведённая до стадии подробных расчётов, изготовления прототипов отдельных приборов и оборудования. Ввиду начала Второй мировой войны проект не получил дальнейшего развития и остался сравнительно малоизвестным, почти не оказав влияния на историю космонавтики.

## История
В 1937 году, Британское межпланетное общество (основанное в 1933 году П. Клеатором) начало работу над проектом ракеты-носителя, способной осуществить пилотируемую экспедицию на Луну с последующим возвратом на Землю. Проект разрабатывался как начинание, опиравшееся только на энтузиазм членов BIS.
В основу проекта было положено требование реалистичного подхода к разработке и использования лишь тех подходов и методов, которые либо существовали в 1930-х годах либо безусловно, могли быть созданы в ближайшее время.
Конструкция ракеты была революционна для теоретического ракетостроения 1930-х годов, поскольку в ней впервые детально рассматривалась идея не одноступенчатой ракеты с интегрированными в единую конструкцию двигателями, топливными баками и полезной нагрузкой, а многоступенчатой, сбрасывающей элементы по мере израсходования. Сам же пилотируемый корабль был не элементом ракеты а лишь полезной нагрузкой, доставляемой на орбиту (что также было необычно для проектов ракет, создавашихся в 1930-х).

## Конструкция

### Ракета-носитель
Разрабатываемая в рамках проекта ракета-носитель должна была быть твердотопливной. Ракетные двигатели на твёрдом топливе (РДТТ) были выбраны потому, что их потенциал был достаточно хорошо представим в 1930-х годах. Возможность использования жидкостных ракетных двигателей (ЖРД) рассматривалась, но инженерами BIS было сочтено, что информации об особенностях работы ЖРД слишком мало, чтобы точно предсказать их перспективы. Любые же спекуляции нарушали главное требование — соответствие всех элементов проекта возможностям времени.
Ввиду сомнений в возможности создания достаточно мощных РДТТ, в конструкции ракеты была предусмотрена сотовая схема устройства ступеней. Каждая ступень представляла собой комплекс из множества (нескольких сотен) небольших РДТТ, со скоростью истечения струи около 3,4 км/c.
Ракета состояла из шести гексагональных ступеней. Первые пять маршевых ступеней несли 168 двигателей, зажигаемых одновременно. Шестая ступень была оборудована 1050 очень небольшими твердотопливными двигателями, с индивидуальным зажиганием, предназначавшимися в первую очередь для орбитального маневрирования, сближения с Луной, посадки и обратного старта к Земле. Отработанные двигатели в каждой ступени автоматически отбрасывались с помощью пиропатронов, после выгорания всех двигателей отбрасывалась и сама ступень. Сброс двигателей по мере завершения их работы позволял плавно и динамично снижать массу конструкции ракеты и увеличить эффективность работы системы.
Общая длина проектируемой ракеты составляла 32 метра, диаметр — 6 метров. Её масса составляла порядка 1114 тонн, из которых более 900 приходились на топливо. Масса собственно полезной нагрузки — посадочного аппарата с людьми, составляла всего 1 тонну.

### Космический аппарат
В верхней части ракеты-носителя, соединённая с шестой ступенью, размещалась кабина экипажа с интегрированным двигательным отсеком. Шесть блоков небольших[каких?] двигателей на жидком топливе (вероятно но топливной паре — керосин/кислород) предназначались для точной регулировки скорости и маневрирования.
Так как у BIS не было уверенности в безопасности длительного воздействия невесомости на организм человека, было решено имитировать земную силу тяжести путём вращения кабины экипажа вокруг диаметральной[неизвестный термин] оси. Раскручивание должно было производиться сразу же после завершения ускорения ЖРД маневрирования и прекращаться с их же помощью перед посадкой на Луну.
Куполообразная кабина экипажа была защищена керамическими теплозащитными плитками, способными выдержать нагрев при динамическом прохождении атмосферы Земли на старте и при посадке корабля. Кабина включала систему жизнеобеспечения (детально проработанную конструкторами, с химической регенерацией кислорода и химическим удалением излишков углекислого газа), комплект аккумуляторных батарей, достаточный для питания систем корабля на протяжении расчётного 20-дневного полёта, воздушный шлюз и научное оборудование.
В нижней части кабины закреплялись шесть пружинных амортизирующих опор, находящихся в сложенном положении и распрямлявшихся после отделения шестой ступени. Опоры должны были смягчить посадку на Луну и обеспечить устойчивость корабля для последующего старта к Земле. Между опорами располагался комплекс из 200 РДТТ, предназначавшихся для старта с Луны и возвращения к Земле.
Управление кораблем должно было осуществляться с помощью электромеханического вычислительного устройства. Устройство должно было автоматически выполнять зажигание необходимого количества двигателей шестой ступени для маневра. Предусматривалось и ручное управление.

## Схема полета
Ракета должна была запускаться с плавающей платформы, расположенной на озере Титикака. Первые пять ступеней, работая в комплексе, должны были разогнать корабль до первой космической скорости, в то время как шестая ступень предназначалась для перелёта к Луне и маневрирования на орбите.
На поверхности Луны экипаж должен был провести необходимые астрономические и геологические исследования, с помощью разрабатываемых BIS скафандров. Ввиду неуверенности в эффективности распространения радиоволн в вакууме, была предусмотрена электрооптическая система связи между космонавтами.
Возврат на Землю предполагался с помощью 200 стартовых двигателей. Корабль должен был войти в поле притяжения Земли и далее войти в её атмосферу под расчётным углом, позволяющим керамической защите выдержать нагрев корпуса. Посадка должна была осуществляться с помощью парашюта.

## После войны
Проект лунной ракеты разрабатывался BIS до 1939 года, когда Вторая мировая война вынудила членов общества прекратить работы над программой. После войны, BIS провело ещё несколько заседаний, посвящённых судьбе проекта, но прояснившийся к этому моменту широкий потенциал ЖРД вынуждал полностью пересмотреть основные постулаты конструкции. Помимо этого, были высказаны претензии к обеспечению безопасности при наличии огромного количества (2490) двигателей, детонация любого из которых могла повлечь катастрофические последствия. В 1949 году BIS официально закрыло проект как морально устаревший.